# 1965 في إيطاليا
فيما يلي قوائم الأحداث التي وقعت خلال عام 1965 في إيطاليا.

## سياسة

### انتهاء فترة المنصب
- 5 مارس – ألدو مورو وزير الخارجية.

## أفلام
من الأفلام التي صدرت هذه السنة في إيطاليا:
- 1 يناير – فانتوماس الغاضب من إخراج Haroun Tazieff [الإنجليزية]‏، أندري هونبال.
- 22 ديسمبر – دكتور جيفاغو من إخراج ديفيد لين.

## موسيقى

### أغاني
من الأغاني التي صدرت هذه السنة في إيطاليا:
- 1 يناير – زوربا من غناء داليدا.

## مواليد

### يناير
- 7 يناير – فلافيو مانزوني مهندس ايطالي ومصمم سيارات.
- 15 يناير – ماوريتسيو فوندريست درّاج طريق إيطالي.

### فبراير
- 16 فبراير – ميشيل فيوروني لاعب كرة مضرب إيطالي.
- 24 فبراير – أليساندرو غاسمان ممثل إيطالي.[1]
- 27 فبراير – ساندرا سيتشيني لاعبة كرة مضرب إيطالية.

### مارس
- 10 مارس – أليكس فيوريو سائق رالي إيطالي.
- 16 يونيو – مارسيلو سيبوني درّاج طريق إيطالي.
- 24 مارس – كاميلو باسيرا درّاج طريق إيطالي.
- 27 مارس – دينا

### أبريل
- 6 أبريل – أميديو كاربوني لاعب كرة قدم إيطالي.[2]
- 9 أبريل – باولو كين لاعب كرة مضرب إيطالي.

### مايو
- 17 مايو – كورادو غوتسانتي[3]
- 18 مايو – ماركو ساليجاري درّاج طريق إيطالي.

### يونيو
- 16 يونيو – مارسيلو سيبوني درّاج طريق إيطالي.
- 17 يونيو – جانلوكا بوتزي لاعب كرة مضرب إيطالي.
- 24 يونيو – فابريزيو رافاسي مُجدّف إيطالي.[4]

### يوليو
- 4 يوليو – جانكارلو ماروكي لاعب كرة قدم إيطالي.[5]

### أغسطس
- 2 أغسطس – إنريكو كوكي لاعب كرة قدم إيطالي.[6]
- 18 أغسطس – باولو كاسولي متسابق دراجات نارية إيطالي.

### سبتمبر
- 17 سبتمبر – رودولفو ماسي درّاج طريق إيطالي.

### أكتوبر
- 7 أكتوبر – ماركو أبيكيلا سائق سيارة سباق إيطالي.
- 20 أكتوبر – ستيفانو بيولي[7]
- 26 أكتوبر – ريناتو ترافاجليا سائق رالي إيطالي.

### نوفمبر
- 11 نوفمبر – رافائيلي أماتو
- 27 نوفمبر – رافايلا ريغي لاعبة كرة مضرب إيطالية.

## وفيات

### يناير
- 9 يناير – كارلو سيفينيني (مواليد 1901) لاعب كرة قدم إيطالي.

### مارس
- 13 مارس – كورادو جيني (مواليد 1884)[8]

### أبريل
- 22 أبريل – جوني دندي (مواليد 1893) ملاكم إيطالي.[9]

### أغسطس
- 28 أغسطس – جوليو ركه (مواليد 1909) رياضياتي إسرائيلي.[10]

### نوفمبر
- 10 نوفمبر – ألدو نادي (مواليد 1899) مسايف إيطالي.
- 16 نوفمبر – جوزيبي رومانو (مواليد 1918) لاعب كرة قدم إيطالي.

### ديسمبر
- 7 ديسمبر – جورجيو زامبوري (مواليد 1887) لاعب جمباز فني إيطالي.